# Shalës
Shalës è una frazione del comune di Cërrik in Albania (prefettura di Elbasan).
Fino alla riforma amministrativa del 2015 era comune autonomo, dopo la riforma è stato accorpato, insieme agli ex-comuni di Cërrik, Gostimë, Klos e Mollas a costituire la municipalità di Cërrik.

## Località
Il comune era formato dall'insieme delle seguenti località:
- Shales
- Licaj
- Kurtalli
- Xibrake
- Xherie
- Kodra